# WikiHouse

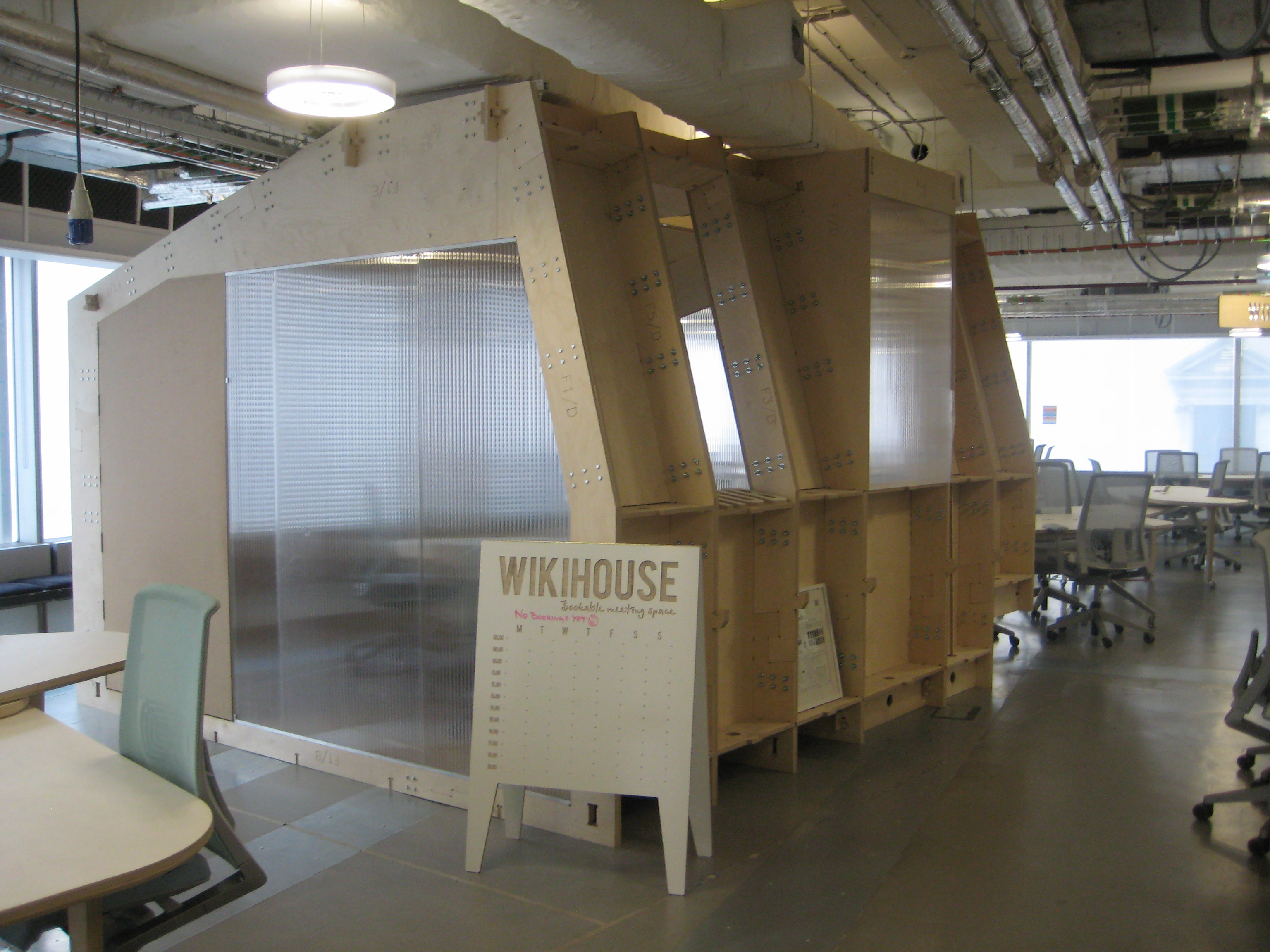
Protótipo de uma WikiHouse em Westminster

WikiHouse é um projeto open-source para projetar e construir casas. Ele tem a intenção de democratizar e simplificar a construção sustentável de habitações. O projeto foi iniciado no verão de 2011 por Alastair Parvin e Nick Ierodiaconou 00, um coletivo de design com sede em Londres, em colaboração com o Tav de Espians, James Arthur, agora, com 00 e Steve Fisher da Fisher of Momentum Engineering. O projeto foi lançado na Bienal de Design de Gwangju, em Gwangju, Coreia do Sul. Desde então o projeto tem crescido para incluir muitos capítulos em todo o mundo, inclusive no Brasil.

## Conceito

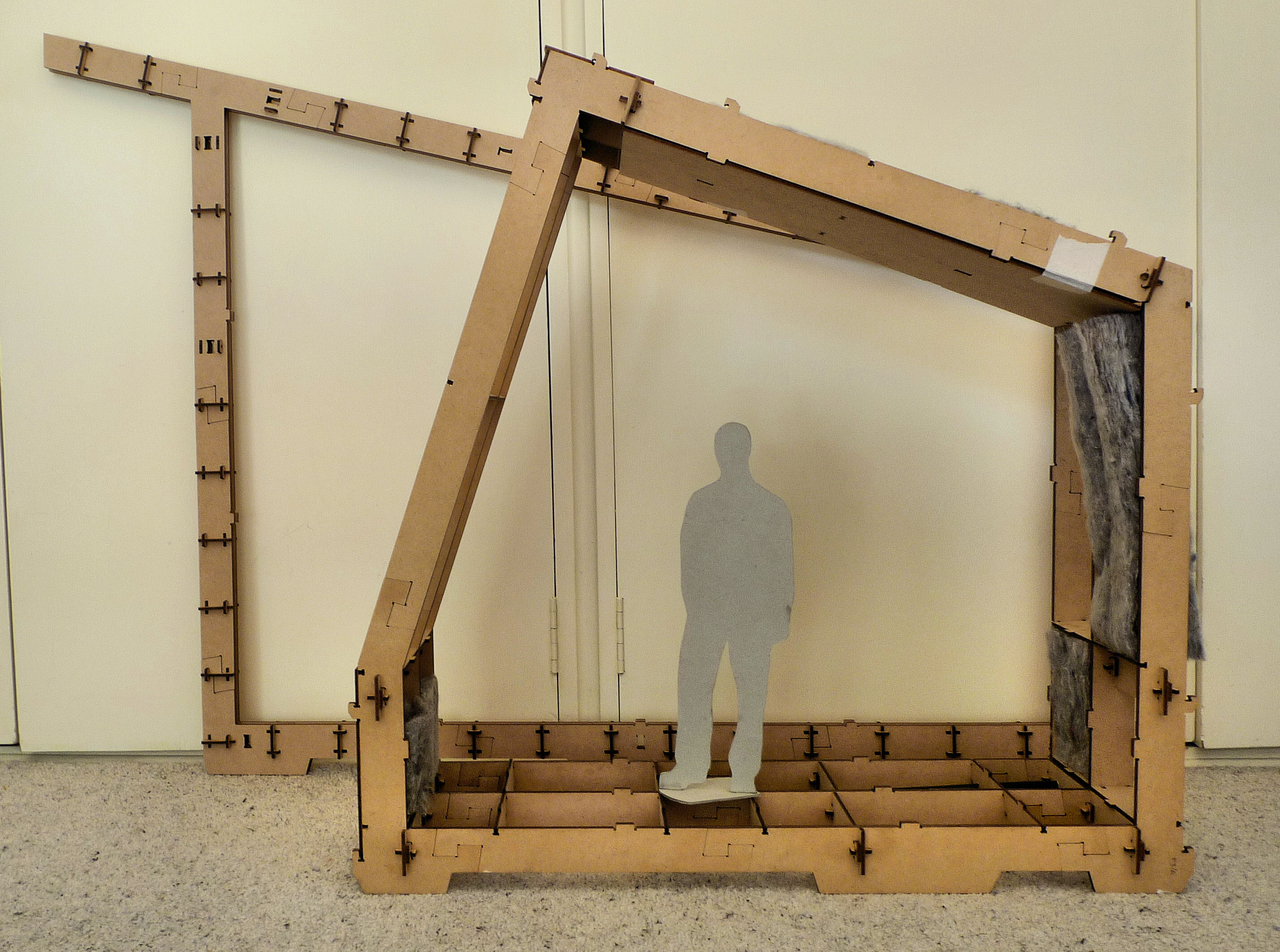
Modelos em escala de dois diferentes projetos WikiHouse

WikiHouse permite aos usuários baixar planos de construção com licença Creative Commons a partir do seu site, personalizá-los usando o SketchUp e, em seguida, usá-los para criar de madeira compensada, como um quebra-cabeça, com uma router CNC. A construção de estruturas WikiHouse não requer peças especiais, porque os cortes de peças de madeira se encaixam com conexões tipo cunha, inspirados pela clássica aquitetura coreana. O quadro de um WikiHouse pode ser montado em menos de um dia por pessoas sem treinamento formal em construção. O quadro deve ser acabados com revestimento, isolamento, fiação e encanamento antes que ele possa ser habitado.

## História

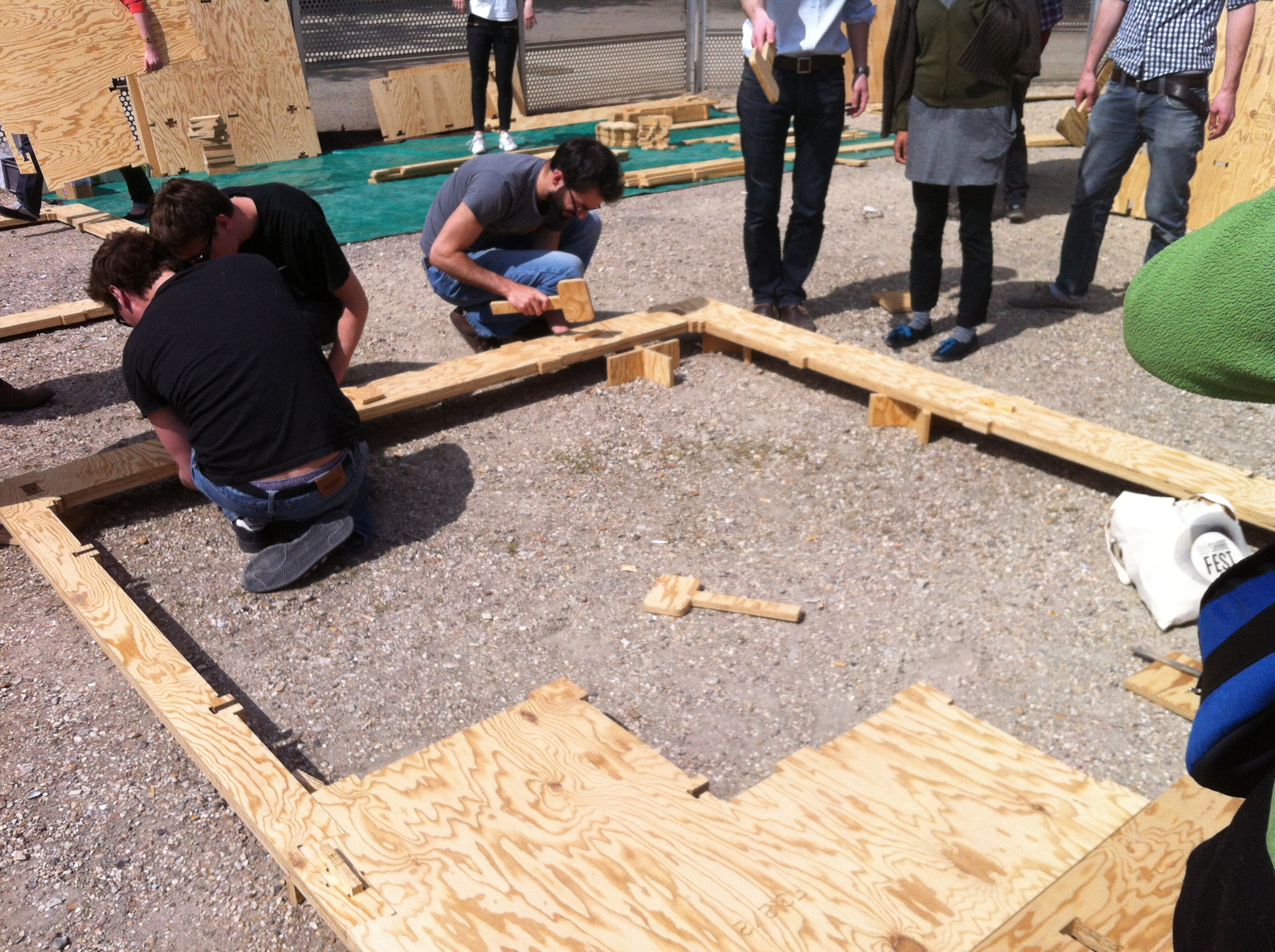
Uma WikiHouse em construção no Ouisharefest em Paris, Maio de 2013

Depois de ganhar um prêmio em dinheiro no TEDGlobal em junho de 2012, o projeto investiu o dinheiro do prêmio em uma parceria com a empresa brasileira de mobilização da juventude projeto Dharma e agência BrazilIntel para construir WikiHouses nas favelas mais pobres do Rio de Janeiro, Brasil. O objetivo da parceria, apelidado de WikiHouseRio, é fornecer um único "laboratório maker", onde um router CNC pode ser compartilhado pela comunidade, enquanto também permite e incentiva os membros da comunidade para desenvolver o seu próprio projeto e a construção e outras habilidades. A equipe WikiHouse também tem planos para, eventualmente, criar laboratórios maker em outras comunidades subdesenvolvidas em todo o mundo. Existem também planos para a utilização WikiHouses como ajuda humanitária habitação em cidades propensas a  terremotos em países como o Haiti, Japãoe Nova Zelândia.
Em dezembro de 2013, enquanto não havia WikiHouses habitadas, havia apenas alguns protótipos construídos, além de um abrigo para uso de trilheiros em Fridaythorpe, Inglaterra. Estas WikiHouses são de um andar, de formato quadrado com telhados inclinados e pequenas fundações que medem cerca de 175 pés quadrados (16 m2). até 2015, vários outros WikiHouses foram construídas, incluindo os seguintes edifícios e nos seguintes eventos:
- Maker Faire de 2013 em Queens[11]
- Londres WikiHouse Versão 4.0[12]
- 150

-pé-quadrado (14 m2) FOUNDhouse microhouse
- WikiHouse em MAKlab em Glasgow[15]
- Chop Shop, no oeste da Escócia[16]
- Projeto Espaço de Artesanato de Sistemas, na Nova Zelândia,[17]
- WikiSHED garfo[18][19]
- WikiHouse em 2015 Viena Abrir[20]

## No Brasil
O Brasil acompanhou algumas experiências com o conceito WikiHouse. A Casa Revista, fruto do trabalho de conclusão de curso de Clarice Rohde, ex aluna da FAU-UFRJ e atual pesquisadora do Laboratório de Modelos 3D e Fabricação Digital (LAMO3D) da universidade foi uma delas. O WikiLab laboratório acadêmico e makerspace, pensado pelo Uncreated.net, pelos pesquisadores do Laboratório de Tecnologias Livres da UFABC e pelos membros do ABC Makerspace está previsto para ser montado em 2017.

## Impacto
A reação da mídia para WikiHouse tem se concentrado em grande parte sobre a natureza experimental do projeto, comparações com os móveis da IKEA e a potencial dificuldade em encontrar e custos de utilização de routers CNC. O autor americano de ficção científica Bruce Sterling também fez uma análise do projeto WikiHouse, descrevendo-o favoravelmente como uma habitação "eu poderia muito provavelmente, construir e habitar, pessoalmente".